# На очах у всіх
«На очах у всіх» (фр. Aux yeux de tous) — французький бойовик 2012 року. Сюжет фільму базується на «теорії змови». Фільм повністю знятий за допомогою камер спостереження та веб-камер. Щодо звуку, то це, в основному, записи телефонних розмов з мобільних телефонів.

## Сюжет
Дія відбувається у Франції за кілька днів до президентських виборів. На вокзалі Аустерліц стався вибух, внаслідок якого загинуло багато людей. Поліція підозрює міжнародне терористичне угруповання і стверджує, що записи з камер відеоспостереження загублені. Хакер, який цікавиться камерами відеоспостереження, отримує втрачені кадри. Він вирішує використати свій широкий доступ до камер спостереження по всьому Парижу, щоб вистежити винних. При цьому він виявляє, що злочинці пов'язані з представниками вищих ешелонів влади.